# Родина (1926 – 1934)
Вижте пояснителната страница за други значения на Родина.
„Родина“ с подзаглавие Списание на македонската младеж е българско списание, излизало от 1926 до 1934 година в София, България.
Списанието излиза 2 пъти в месеца. Заедно с вестник „Устрем“ се издава от Македонския младежки съюз и стои на политическите позиции на Вътрешната македонска революционна организация.
| Годишнина | Броеве | Дата                             |
| --------- | ------ | -------------------------------- |
| I         | 1 – 17 | 15 ноември 1926 – август 1927    |
| II        | 1 – 10 | септември 1927 – юни 1928        |
| III       | 1 – 20 | 1 декември 1928 – септември 1929 |
| IV        | 1 – 10 | 15 януари 1930 – юли 1930        |
| V         | 1 – 10 | септември 1930 – юни 1931        |
| VI        | 1 – 10 | октомври 1931 – септември 1932   |
| VII       | 1 – 10 | октомври 1932 – септември 1933   |
| VIII      | 1 – 6  | октомври 1933 – март 1934        |

От II годишнина списанието излиза месечно, от III – два пъти месечно, а от IV – отново месечно. От II годишнина редактор е Любен Крапчев, от VI - Димитър Михайлов, а от VII Михайлов е главен редактор. Печата се в печатница „Художник“, както и в печатниците „Съгласие“ и „П. К. Овчаров“. Издава като притурка „География на Македония“ на Илия Иванов. През ноември 1929 година издава възпоменателен брой, посветен на Димитър Титизов, а през март 1931 година извънреден брой, посветен на Йордан Гюрков под редакцията на Любен Димитров.
Списанието публикува статии по Македонския въпрос, свързани с историята и икономиката на Македония, стихове, разкази и репродукции, биографии на македонски дейци и поддръжници на македонското революционно движение, спомени на революционери, рецензии. След разцеплението във ВМРО е на страната на крилото на Иван Михайлов. В него пишат Кръстьо Велянов, Никола Джеров, Кирил Пърличев, Георги Трайчев, Георги Томалевски, Димитър Талев, Никола Коларов. Спира да излиза след Деветнадесетомайския преврат в 1934 година.

## Външни Препратки
- „Родина - списание на македонската младеж“, София, 1926 година
- „Родина - списание на македонската младеж“, брой 2, София, 1926 година
- „Родина - списание на македонската младеж“, брой 3, София, 1926 година
- „Родина - списание на македонската младеж“, брой 4, София, 1927 година
- „Родина - списание на македонската младеж“, брой 9, София, 1927 година